# Spielwürfel

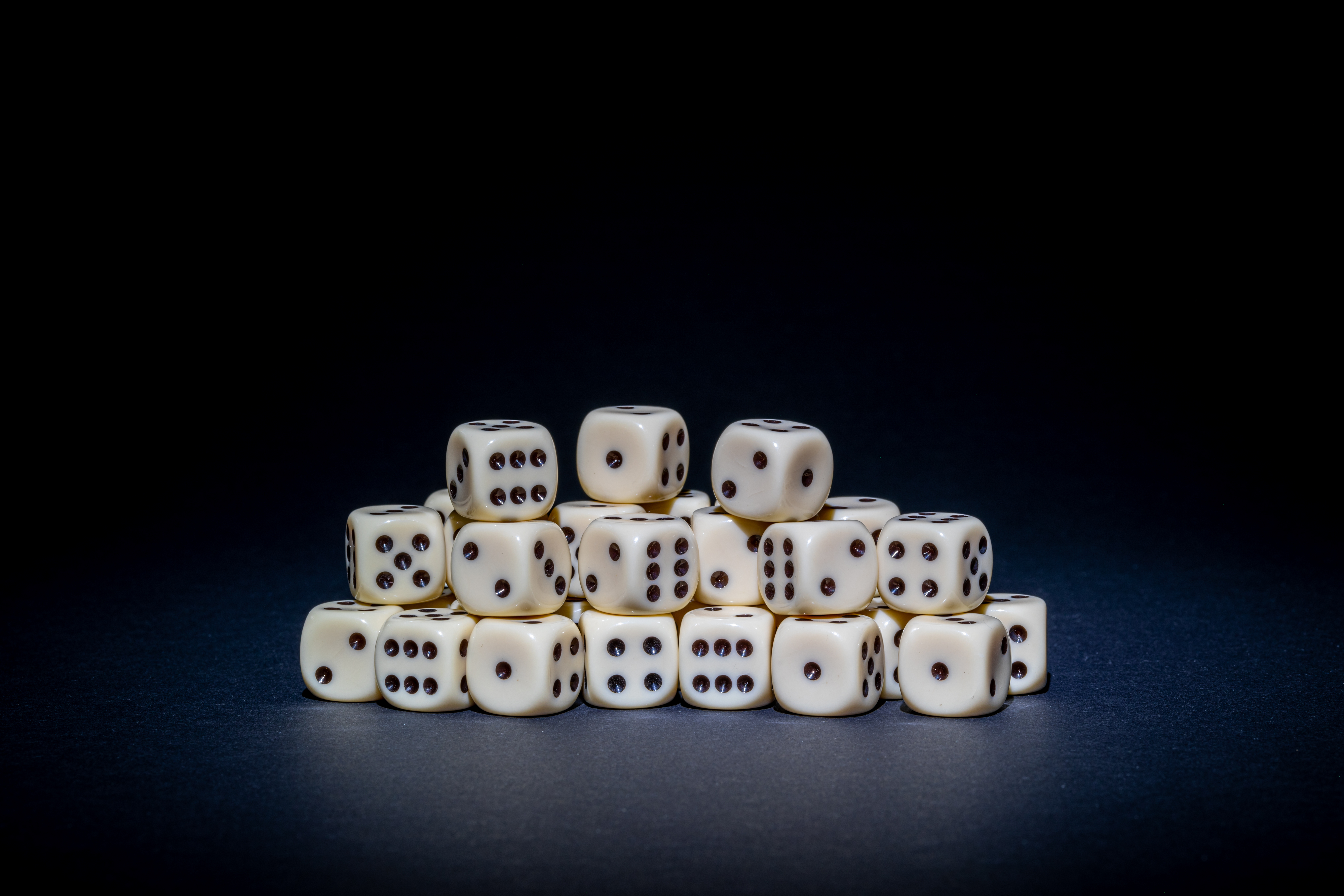
Klassische 6-Seiten-Spielwürfel

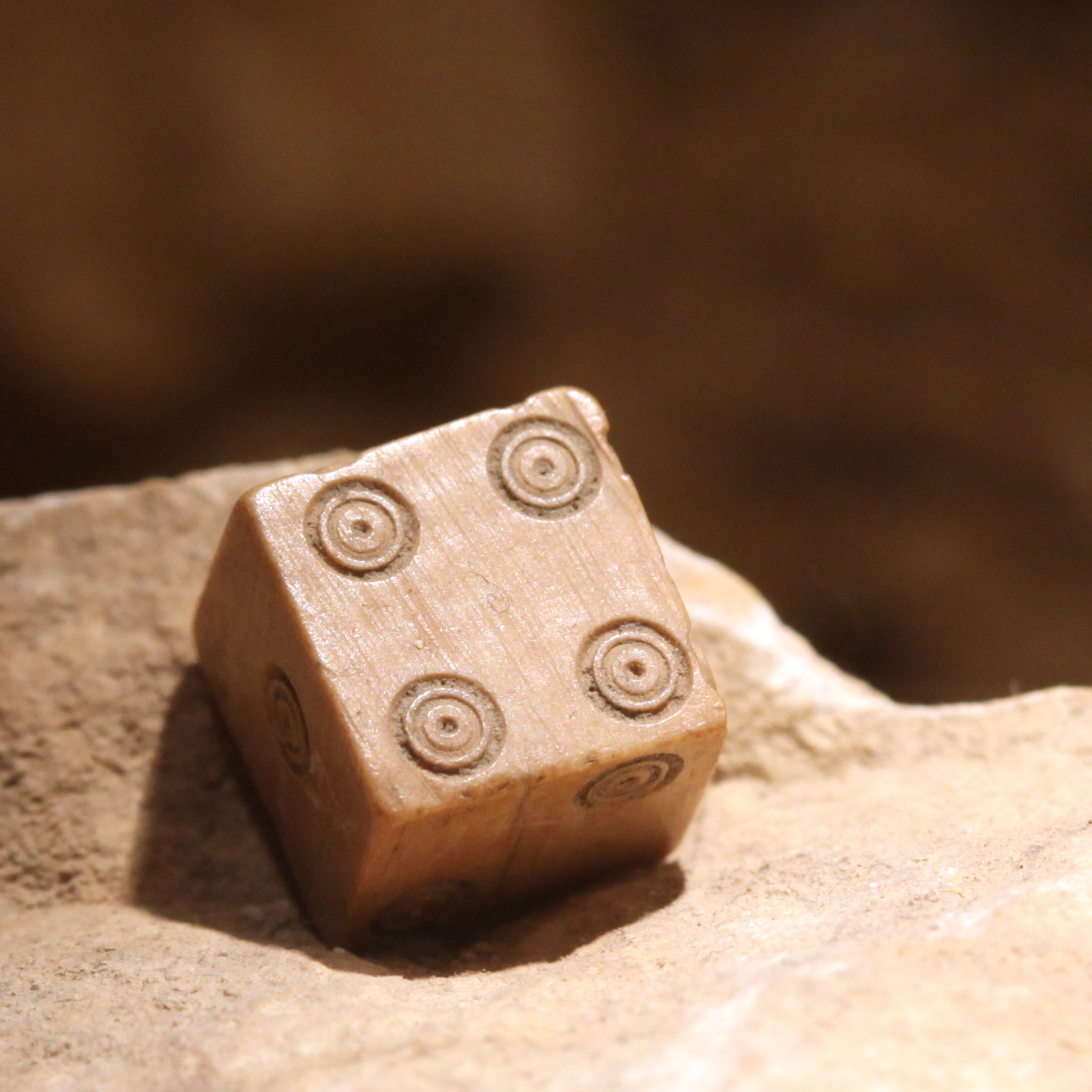
Ein antiker römischer Spielwürfel

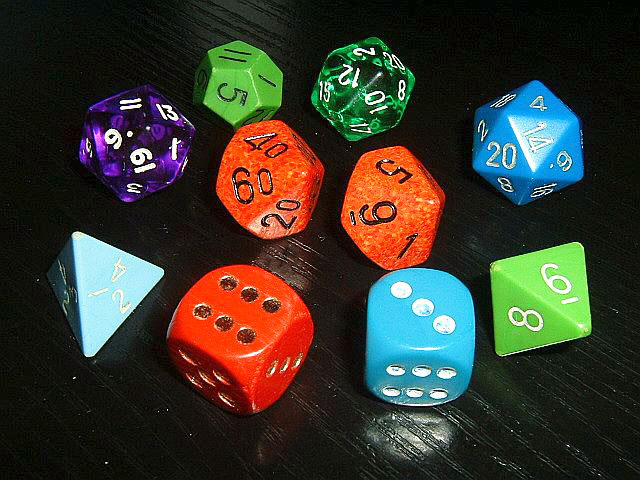
Verschiedene Spielwürfel mit unterschiedlicher Flächenanzahl

Ein Spielwürfel, umgangssprachlich einfach (wie auch ursprünglich) Würfel (von althochdeutsch wurfil: verwandt mit Wurf und werfen), ist ein Gegenstand, der nach einem Wurf auf einer waagerechten Ebene eine von mehreren unterscheidbaren stabilen Ruhelagen einnimmt. Er wird hauptsächlich verwendet, um in vielen Spielen ein Symbol (oft eine Zahl) zufällig auszuwählen. Dafür sind seine Ruhelagen mit jeweils einem der Symbole beschriftet.
Die mit Abstand meistverbreiteten Spielwürfel sind jene mit den Ziffern 1 bis 6 oder entsprechend vielen Punkten (den Augen) in kubischer Form. Im Alltag sind mit dem Begriff Würfel meist nur diese Sechsseiter (regelmäßige Hexaeder) gemeint, und so wurde der Name für den geometrischen Körper übernommen. Jedoch existieren viele andere, im Folgenden ebenfalls beschriebene Würfel. Regelmäßige Benutzer unterschiedlicher Würfeltypen bezeichnen diese häufig mit der Abkürzung W oder auch d (für englisch dice oder die Einzahl die), gefolgt von der Anzahl der möglichen Wurfergebnisse (Seiten des Würfels), also W6 oder D6 für sechsseitige, W10, W20, W30 für zehn-, zwanzig- und dreißigseitige Spielwürfel.

## Verwendung

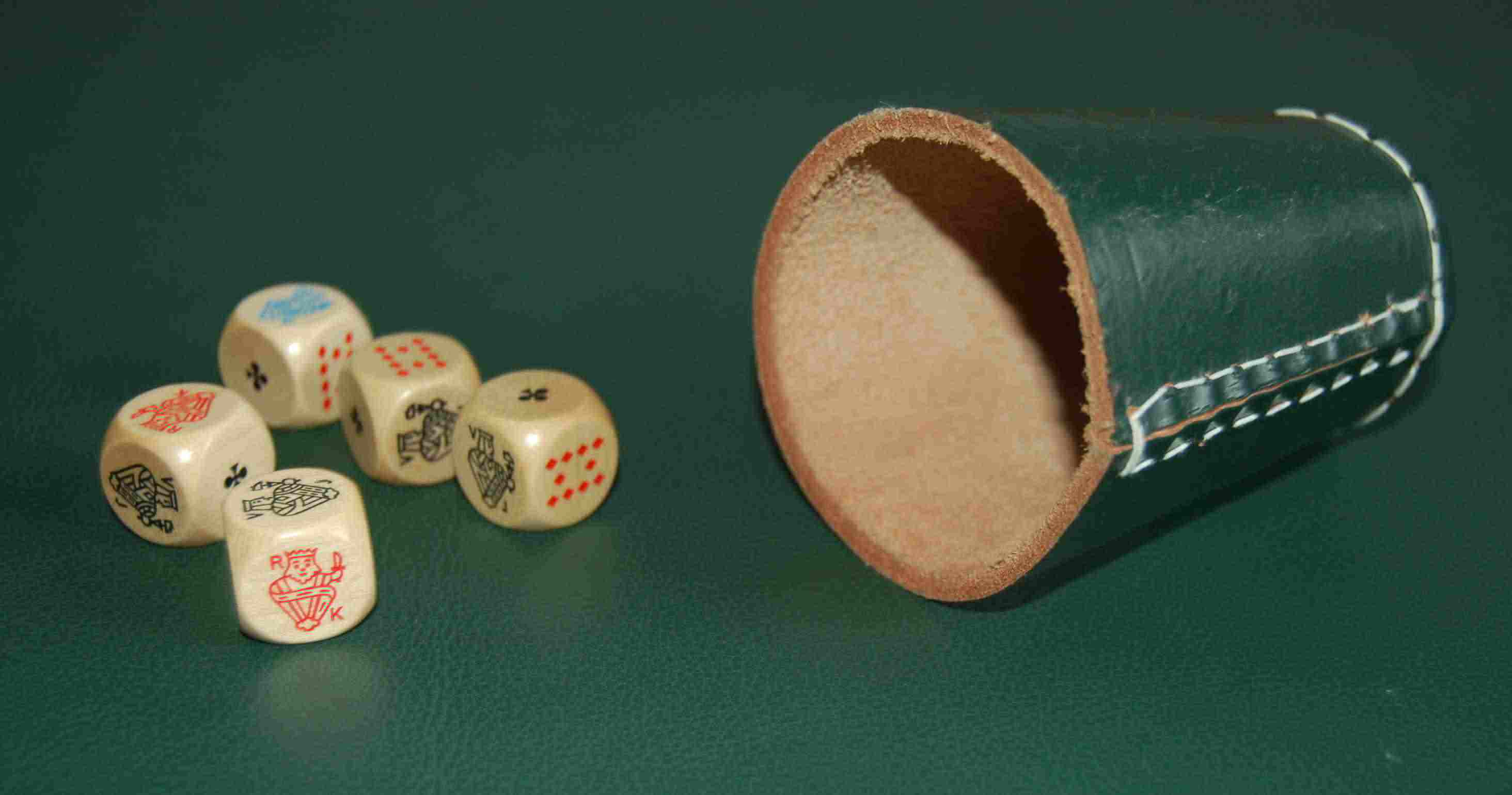
Pokerwürfel mit Würfelbecher

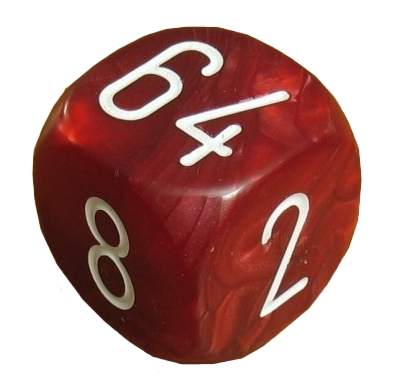
Backgammon-Dopplerwürfel

In Würfelspielen und auch in vielen anderen Spielen, wie z. B. dem Brettspiel Backgammon, werden Würfel als Zufallsgenerator eingesetzt.
In Würfelspielen sind sie das zentrale Spielelement, es zählen nur der Vergleich der Würfelergebnisse selbst oder direkt mit ihnen zusammenhängendes Taktieren. Hier kommen üblicherweise der klassische Sechserwürfel oder speziell bemalte, jedoch immer noch sechsseitige Würfel zum Einsatz. Viele Glücksspiele fallen in diese Kategorie. Bekannte Beispiele im Freizeitbereich sind etwa Kniffel oder Zehntausend, bei denen jeweils bestimmten Augenkombinationen unterschiedlich viele Punkte zugeordnet sind. In Kasinos verbreitet sind unter anderem Craps und Sic Bo, bei denen auf die Ergebnisse einzelner Würfe gewettet wird.
Darüber hinaus sind Würfel in einer Vielzahl von Brettspielen bedeutend, um etwa die Bewegungsgeschwindigkeit von Spielfiguren oder den Ausgang von Zufallsereignissen zu bestimmen. Auch hier kommen in erster Linie Sechsseiter zum Einsatz. Verwendung finden Würfel in Rollenspielen, bei denen sich in den letzten Jahrzehnten die Verwendung einer Vielzahl weiterer Würfel mit anderen Seitenzahlen durchgesetzt hat, um die Zufallsentscheidungen flexibler und vielfältiger zu gestalten. Ein eher seltenes, komplett auf Würfel als Spielmaterial setzendes Spielprinzip ist das der Sammelwürfelspiele, bei denen man analog zu Sammelkartenspielen eine Vielzahl von Würfeln käuflich erwerben und taktisch einsetzen muss. Ein bekannter Vertreter ist Dragon Dice.
In allen diesen Bereichen gibt es neben dem einfachen Wurf eines Würfels auch Gelegenheiten, bei denen mehrere Würfel gleichzeitig zu werfen sind. Dabei können die Ergebnisse addiert werden (eine Waffe in einem Rollenspiel richtet soviel Schaden an, wie zwei Würfel zusammen anzeigen) oder als Ensemble betrachtet werden (bei vielen Brettspielen folgen besondere Aktionen, wenn mehrere Würfel die gleiche Zahl zeigen, bei einem sogenannten Pasch). Um das Werfen mehrerer Würfel zu vereinfachen, Schummeln durch Trickwürfe zu vermeiden oder das Ergebnis vor anderen Spielern zu verbergen, kommen Würfelbecher (Knobelbecher genannt) zum Einsatz. Hochwertige Exemplare besitzen innen sogenannte Lippen, damit die Würfel beim Herausrollen in jedem Fall springen. Dies soll das Wurfergebnis unabhängig von der ursprünglichen Lage der Würfel machen. Dem gleichen Zweck dient der Würfelturm. Um laute Aufprallgeräusche und ein Wegrollen der Würfel zu vermeiden, wird manchmal ein gepolstertes und berandetes Brett (Würfelbrett oder Würfelteller genannt) eingesetzt.
Statt mit ihnen zu würfeln, also Zufallsergebnisse zu erzeugen, können Würfel gezielt auf bestimmte Werte gedreht und so zu deren Anzeige genutzt werden. Bekanntestes Beispiel sind die Dopplerwürfel, mit denen im Backgammon die Wertung einer Partie dargestellt wird. Würfel werden auch beim Geschicklichkeitsspiel Dice Stacking verwendet.

## Allgemeine Eigenschaften
| Codepoint | Zeichen (200 %) | Bezeichnung |
| --------- | --------------- | ----------- |
| U+2680    | ⚀               | DIE FACE-1  |
| U+2681    | ⚁               | DIE FACE-2  |
| U+2682    | ⚂               | DIE FACE-3  |
| U+2683    | ⚃               | DIE FACE-4  |
| U+2684    | ⚄               | DIE FACE-5  |
| U+2685    | ⚅               | DIE FACE-6  |

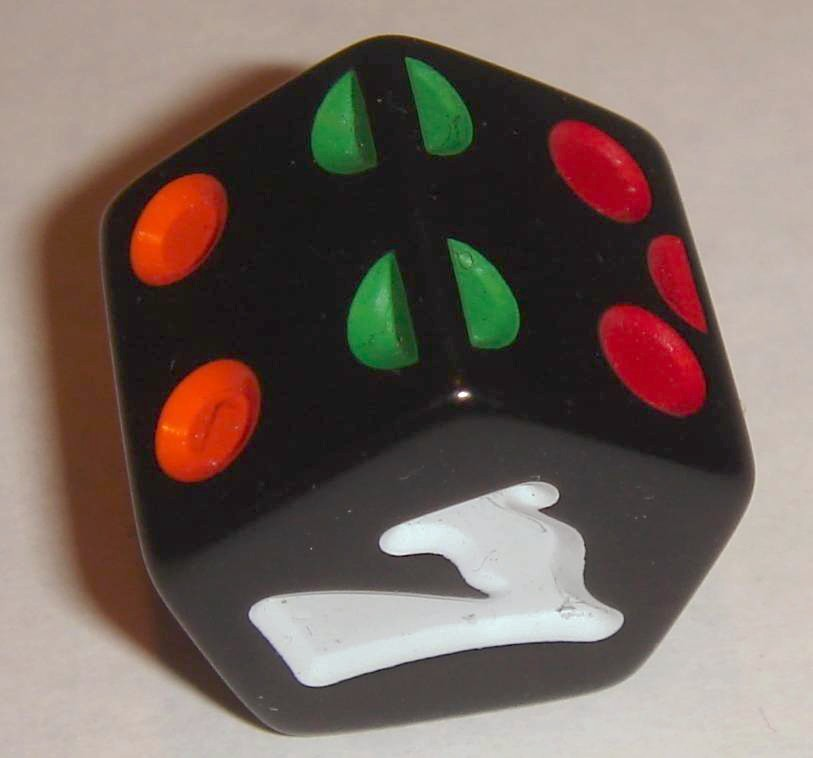
Siebenseitiger Würfel: Beispiel für verschiedene Seitentypen und nur annähernde Idealität

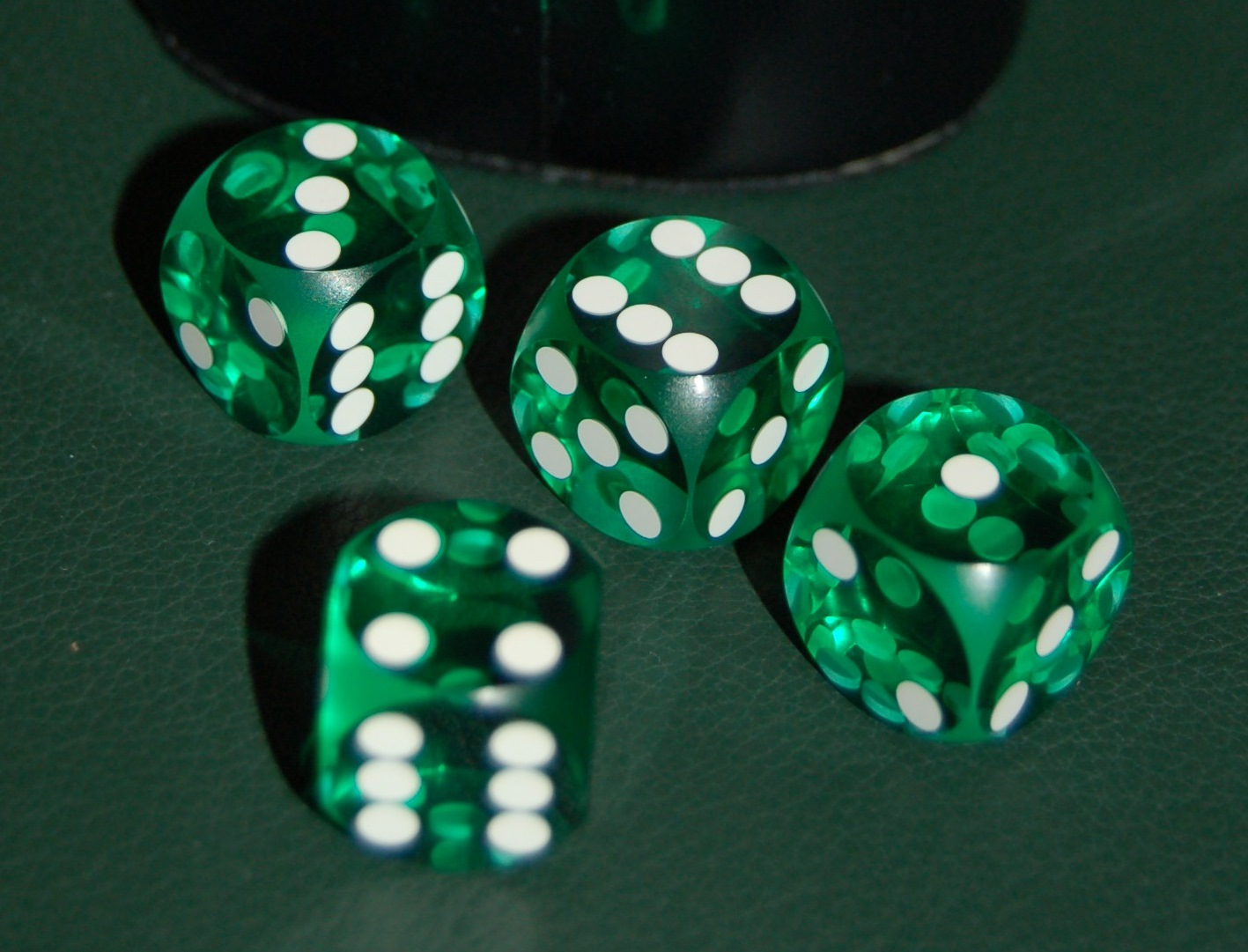
Transparente Präzisionswürfel

Als Zufallsgenerator eingesetzt, wird von einem Würfel üblicherweise eine Gleichverteilung der möglichen Ergebnisse erwartet. Diese sollen also auf lange Sicht gleich häufig eintreten, falls die Würfe nicht bewusst beeinflusst werden. Dann nennt man den Würfel einen fairen, idealen, echten oder Laplace-Würfel, nach Pierre-Simon Laplace, der an der Wahrscheinlichkeitsrechnung forschte. Bei der Fertigung des Würfels treten immer Abweichungen auf (siehe Herstellung), durch die der Würfel nicht ganz ideal ist. Bei hochwertigen Würfeln kann man diese aber sehr gering halten.
Wenn man von Fertigungsungenauigkeiten absieht, dann ist Idealität eine Eigenschaft des Bauplans des Würfels, also hauptsächlich seiner geometrischen Form. Daneben auch der Materialverteilung, falls der Würfel nicht aus einem einheitlichen homogenen Material hergestellt wird. Der Bauplan ist genau dann ideal, wenn die Ruhepositionen des Würfels aufgrund der Symmetrie seines Bauplans ununterscheidbar sind, mit Ausnahme einer Beschriftung, die das Wurfergebnis ablesbar macht. Ein Würfel wird meistens als konvexes Polyeder gestaltet. Ein solches ist genau dann ideal, wenn seine Flächen alle die gleiche Form und Größe haben, und wenn man zwei Flächen nicht anhand ihrer relativen Position zu den anderen Flächen unterscheiden kann. Diese Bedingung erfüllen nur die fünf platonischen Körper, die catalanischen Körper, und gewisse Verzerrte dieser beiden Klassen, sowie Spindeln und Walzen. Nebenbei werden diese Formen wegen ihrer Symmetrie als besonders ästhetisch empfunden.
Andere Polyeder haben verschiedene Typen möglicher Landeflächen, wodurch sich deren Landewahrscheinlichkeiten unterscheiden können. Bei einigen Formen kann man versuchen, dies durch die richtige Wahl der Größenverhältnisse auszugleichen, etwa durch Streckung der Seitenflächen beim nebenstehenden prismenförmigen siebenseitigen Würfel. Allerdings können die Landewahrscheinlichkeiten neben der Geometrie noch von anderen Bedingungen abhängen, zum Beispiel von der Reibung zwischen Würfel und Unterlage oder – auch unbeabsichtigt – von der Wurftechnik. Wenn man diese Bedingungen nicht vorab kennt oder wenn sie wechseln, dann ist ein genauer Ausgleich von vornherein unmöglich. Würfel, die auf solchen Körpern beruhen, können deshalb nie wirklich ideal sein.
Weitere Anforderungen sind, dass der Würfel gut – aber nicht zu lange – rollt und dass die Ruhelagen eine gewisse Stabilität aufweisen. Hierdurch wird die Formgebung weiter eingeschränkt; so sind etwa Würfel mit einer hohen Zahl von Ruhelagen schwerer zu konstruieren. Oft werden die Ecken und Kanten abgerundet, um Rollverhalten und Handhabung zu verbessern. Beim Casinospiel Craps sowie für einige Rollenspieler ist dies jedoch verpönt, da ungleichmäßige Abrundungen bestimmte Landeflächen bevorzugen könnten.
Gelegentlich wird die Wahrscheinlichkeitsverteilung bewusst zugunsten bestimmter Ergebnisse manipuliert, möglichst ohne den Würfel optisch zu verändern, um sich im Spiel einen Vorteil zu verschaffen. In diesem Fall nennt man den Würfel gezinkt. Die Möglichkeiten beinhalten das Verändern der Gewichtsverteilung, unterschiedlich stark abgerundete Kanten oder Ecken sowie verzogene Flächen. Zu stark gezinkte Würfel verraten sich durch eine torkelnde Rollbewegung, was beim Einsatz eines Würfelbechers aber nicht auffällt. Eine weitere Möglichkeit ist es, im Inneren des Würfels einen Dauermagneten zu platzieren, um den Würfelwurf bei Bedarf durch einen zweiten Magneten, den man z. B. unter die Tischplatte hält, zu beeinflussen. Um das Zinken zu erschweren, werden in Kasinos oft transparente Würfel eingesetzt.

## Geschichte

### Altertum

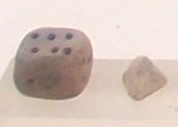
Kubischer und tetraedrischer Würfel aus Mohenjo-Daro

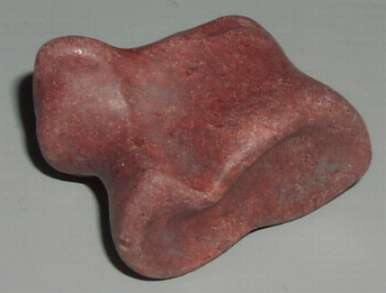
Steinerner Astragal

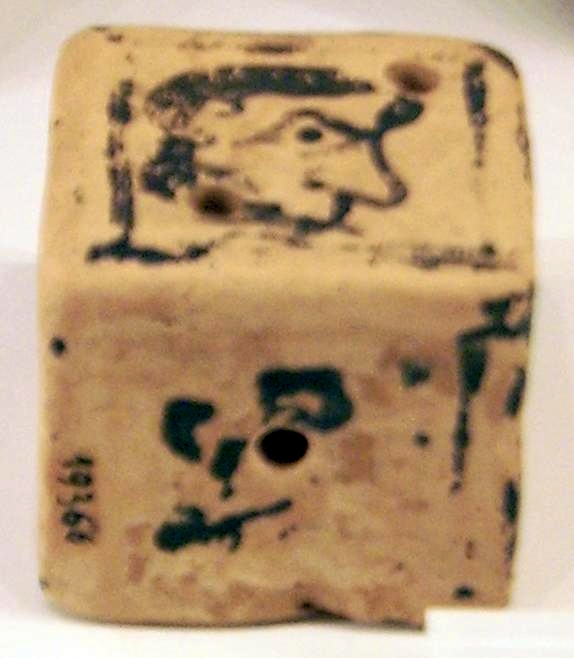
Würfel aus mittelprotoattischer Zeit (um 680 v. Chr.) des Malers der Widder-Kanne, Archäologisches Nationalmuseum Athen

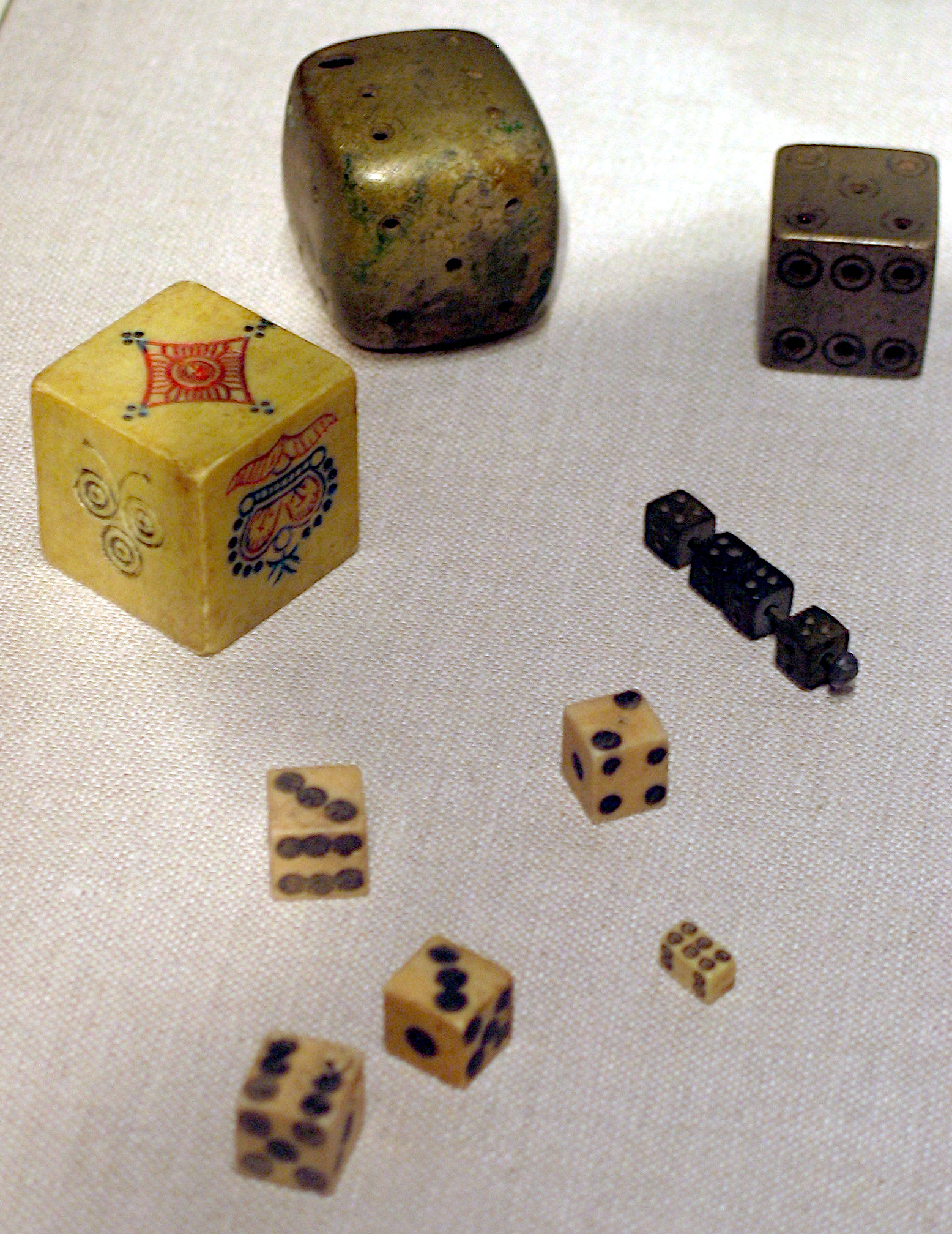
Asiatische historische Spielwürfel

Zu den ältesten erhaltenen Spielwürfeln gehören sowohl zweiseitige Stabwürfel aus Ägypten, Stabwürfel mit vier (ungleich breiten) Seiten und Tetraeder aus Sumer, aber auch Sechsseiter. Frühe Funde von sechsseitigen Würfeln stammen aus Tepe Gawra (nördlicher Irak), frühes 3. Jahrtausend v. Chr., und Mohenjo-Daro (Pakistan), spätes 3. Jahrtausend v. Chr. Diese Funde haben bereits die Form eines Kubus und sind mit Augen gekennzeichnet. Aus der weiteren Frühgeschichte und Antike des Orients sind zahlreiche sechsseitige Würfel erhalten.
Daneben stammt aus der sumerischen Stadt Ur ein auf ca. 2600 v. Chr. datiertes Spiel, genannt das königliche Spiel von Ur. Darin wurden Würfel für die Bestimmung der Bewegungsweite eingesetzt. Beim Spielbrett fand man neben Spielsteinen einerseits vierseitige Stäbe, andererseits Tetraeder, die an zwei Ecken markiert waren. Dies sind die ältesten bekannten Würfel in Form eines anderen regulären Polyeders als des Kubus.
Im ägyptischen Spiel Senet wurden mehrere halbrunde Holzstäbchen verwendet, die auf einer Seite markiert waren und so durch ihre Lage nach dem Werfen abgelesen werden konnten. Der erste sichere Fund zu Senet ist ein Grabgemälde, das auf 2686 v. Chr. datiert wird. Es gibt Spielbrettfunde, die bis 3500 v. Chr. zurückgehen und vermutlich ebenfalls zu Senet gehören. Somit ist dieses Spiel ein Kandidat für den ersten Einsatz würfelartiger Gegenstände. Außerdem wurden in Ägypten Sprunggelenkknöchelchen von Paarhufern wie Schafen oder Ziegen als Würfel verwendet.
Diese Knöchelchen, Astragali genannt, fanden auch in der griechischen und römischen Kultur Verwendung. Durch ihre kantige Form haben sie vier verschiedene mögliche Ruhepositionen, die Wahrscheinlichkeit für die Ergebnisse ist unterschiedlich hoch. Daneben wurden kubische Würfel eingesetzt. Schon antike Autoren hatten Theorien zu ihrer Erfindung, unter anderem schrieb Plinius der Ältere sie Palamedes während des Trojanischen Krieges zu und Herodot dem Volk der Lyder. Es ist jedoch davon auszugehen, dass sie aus dem Orient übernommen wurden. Dabei waren neben sechsseitigen bereits Würfel mit höheren Seitenzahlen bekannt, unter anderem gibt es Funde von 12-, 18-, 20- und 24-seitigen Würfeln. An Materialien ist ein weites Spektrum überliefert, unter anderem Ton, Metall, Elfenbein, Kristall, Knochen und Glas. Auch gab es Würfel mit Buchstaben und Wörtern statt Zahlen oder Augen, die für die Wahrsagerei oder komplexe Würfelspiele benutzt wurden.
Sowohl Würfel als auch Astragali wurden neben der Wahrsagerei für Spiele verwendet. Dabei existierten Spiele für Kinder und Frauen, die teils eher Geschicklichkeits-Wurfspiele, teils Würfelspiele im modernen Sinn waren. Das bekannteste Beispiel ist Astragaloi. Würfel und Astragali darüber hinaus für Glücksspiele um Geld zu verwenden, war im Römischen Reich außerhalb der Saturnalien verboten und galt als schweres Laster, war jedoch dennoch weit verbreitet.
Eine weitere Tradition von Spielwürfeln gab es in Indien. Hier existierten seit der Vedischen Zeit rituelle und Gesellschaftsspiele, bei denen die Nüsse des Vibhidaka-Baumes (Terminalia bellerica) als fünfseitiger Würfel verwendet wurden. Später (im Spiel Jataka) entwickelten sich vierseitige Prismenwürfel (s. u.). Des Weiteren ist davon auszugehen, dass die dem Würfeln verwandte Zufallsentscheidung des Münzwurfes wohl seit der Erfindung der Münze an sich betrieben wird. Münzen lassen sich als zweiseitige Würfel auffassen (s. u.), was somit ebenfalls eine Form mit langer Geschichte ist.

### Mittelalter und frühe Neuzeit

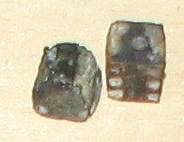
Backgammon-Würfel vom 1628 gesunkenen Kriegsschiff Vasa

Wie in der Antike war der sechsseitige Würfel eindeutig dominierend, aber weiterhin tauchten auch vereinzelt andere Seitenzahlen auf: 965 entwarf der französische Kleriker Wibold ein Spiel, das einen vierseitigen Prismenwürfel verwendete, und auch ein mittelalterliches achtseitiges Prisma ist bekannt.
Die Würfel der Wikinger waren aus Fischbein, Geweih, Knochen oder Pechkohle. Oft waren sie rechteckig, die 1 und 2 an den Enden und die 3, 4, 5, 6 auf den vier langen Seiten. Die Summe der beiden gegenüberliegenden Seiten betrug meistens nicht 7. Ein skurriler Würfel stammt aus Dublin. Er hat die Form der üblichen Würfel, war jedoch nur mit den Zahlen 3, 4, 4, 5, 5, 6. versehen.

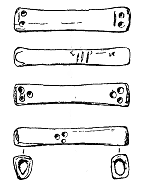
Abzeichnung der Seiten des aus dem 8. bis 10. Jahrhundert stammenden Ballinderry-Würfels

Bei Ausgrabungen des Crannóg Ballinderry Nr. 2 in der Grafschaft Offaly, Irland, wurde 1933 der Ballinderry-Würfel entdeckt. Er hat auf einer Seite das Ogham-Zeichen mit dem Lautwert V statt der fünf Punkte.
Würfelspiele verschiedener Ausprägungen waren in allen Ländern Europas und bei allen Schichten beliebt, sie werden in zahlreichen zeitgenössischen Werken erwähnt. Schon früh gab es professionelle Glücksspieler, 1254 werden in einer Verordnung Ludwigs IX. erstmals spezielle Spielhäuser erwähnt. Auch über gezinkte Würfel gibt es vielfältige Berichte. Trotz der großen gesellschaftlichen Verbreitung galten Glücksspiele mit Würfeln weiterhin als Laster und es wurde mit weltlichen wie kirchlichen Verboten gegen sie vorgegangen. In der französischen Literatur wurde der Würfel teils als Erfindung des Teufels gebrandmarkt. Nach einem Vertrag über Judensteuern von 1293 zwischen König Adolf von Nassau und Erzbischof Gerhard II. von Mainz sollten allerdings in Streitfällen drei Würfel zur Rechtsfindung eingesetzt werden. Im Zusammenhang mit Judenzöllen und -abgaben war regional der so genannte Würfelzoll verbreitet, sowohl als offizielle Abgabe als auch als beliebte antijüdische Schikane im einfachen Volk.

### Moderne
Waren Würfel in der Vergangenheit hauptsächlich für reine Würfelspiele und nur selten wie beim Backgammon als Teile anderer Spielarten verwendet worden, kamen sie im Verlauf des 20. Jahrhunderts in einer wachsenden Zahl von Gesellschaftsspielen zum Einsatz. Auf dem Massenmarkt beschränkte sich dies fast immer auf sechsseitige Würfel. Andere Formen tauchten erstmals mit dem Aufschwung der Tabletop-Spiele in den 1960er Jahren im größeren Stil auf. Das erste erfolgreiche Pen-and-Paper-Rollenspiel Dungeons & Dragons etablierte dann ab 1974 die fünf platonischen Körper und ab den 1980ern auch den zehnseitigen Würfel (Dekaeder bzw. pentagonales Trapezoeder) als weitverbreitete Modelle. Durch die wachsende Vielzahl der Rollenspielsysteme und beginnendes Sammlertum entstand in den folgenden Jahrzehnten ein Markt für vielfältige Würfeldesigns, der in der Wirtschaft durch die Gründung zahlreicher Unternehmen aufgegriffen wurde.

## Herstellung

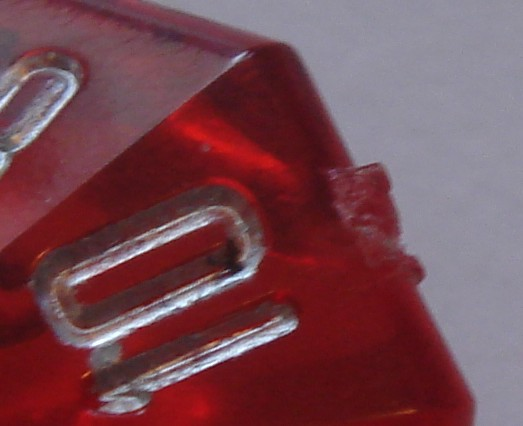
Produktionsspur an einem Gamescience-Würfel

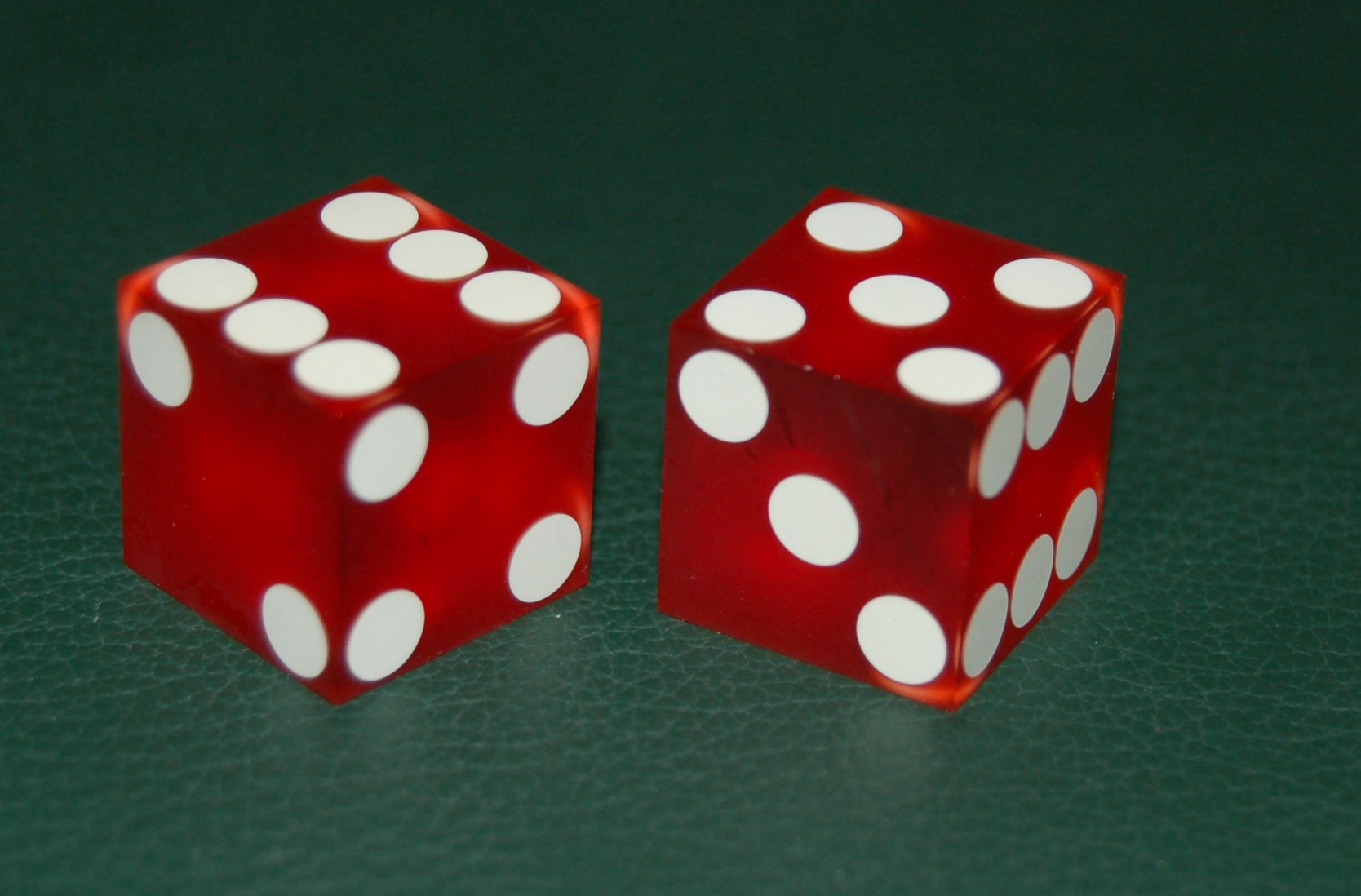
Craps-Präzisionswürfel, matt und mit scharfen Kanten (razor edge)

Die meisten Würfel bestehen aus Kunststoff (ABS), recht verbreitet ist noch Holz, gelegentlich werden weitere Materialien wie Kork, Horn, Stein, Metall oder Karton verwendet. Gebräuchliche Würfel haben eine Kantenlänge von etwa eineinhalb Zentimetern, aber der Markt deckt ein breites Größenspektrum ab. Plastikwürfel werden üblicherweise gegossen, wobei ein Einfüllpropfen übrigbleibt, der zusammen mit anderen Unebenheiten durch maschinelles Abrollen geglättet wird. Die Beschriftungen sind meist Vertiefungen, in die Farbe eingefüllt wird, seltener aufgedruckt. Genaugenommen stellen diese verschiedenen Bearbeitungen der Seiten ein leichtes Zinken dar, der Effekt ist aber minimal und in der Praxis vernachlässigbar.
Für den Würfel- und Brettspielmassenmarkt gibt es eine Vielzahl an Produzenten, für die exotischeren Rollenspielwürfel existiert jedoch weltweit nur eine kleine Anzahl renommierter Hersteller. Viele der im Folgenden genannten Würfelsorten werden ausschließlich von einer dieser Firmen hergestellt, da manche Konstruktionen wie das Zocchihedron sogar patentiert sind. Unter diesen Firmen beherrschen vor allem Koplow und Chessex Games den Massenmarkt, Gamescience und Crystal Caste haben sich auf exklusivere Modelle spezialisiert und setzen sich teils in den Herstellungsverfahren ab; so lehnt etwa Gamescience das Abrollen der Produktionsspuren ab, da dies der Idealität des Würfels stärker schaden soll als die Spuren selbst.
Besonders aufwendig ist die Herstellung von Kasino-Würfeln, auch Präzisionswürfel genannt. Für das professionelle Glücksspiel werden höchste Anforderungen an die Idealität der verwendeten Würfel gestellt. Dazu wird statt der üblichen Kunststoffe Celluloseacetat verwendet, das sich komplett blasenfrei herstellen und somit besonders exakt verarbeiten lässt. Die Würfel werden nicht gegossen, sondern früher mit Diamanten, nunmehr mit Lasern aus größeren Blöcken geschnitten. Seit den 1960er Jahren ersetzt Celluloseacetat das leicht brennbare und lösliche Cellulosenitrat. Aber das modernere Material hat eine Schwäche: es ist temperatur-, feuchtigkeits- und lichtempfindlich und beginnt nach einiger Zeit zu kristallisieren und spröde zu werden. Neben den höheren Kosten ist dies ein Grund, weshalb derartige Würfel nur in Kasinos zum Einsatz kommen, wo sie häufig ausgetauscht werden, und nicht im Privateinsatz, bei dem die Nutzungsdauer meist wesentlich länger ist. Die Toleranzen für die Form von Kasinowürfeln liegen im Bereich von 0,0005 oder 0,0002 Zoll (0,0127 bzw. 0,00508 mm).
Um die Ausgeglichenheit der Würfelergebnisse nicht zu gefährden, wird bei Kasinowürfeln außerdem zur Füllung der Augen nur Farbe mit der Dichte des Würfelmaterials verwendet. Je nach Spiel und Kasino sind die Kanten und Ecken scharf (razor edge) oder abgerundet (ball cornered) und die Oberfläche matt (sanded) oder poliert (polished). Bei letzterer Behandlung sind die Würfel durchsichtig, wodurch einige Zinkmethoden (s. o.) erkennbar würden. Zu den verwendeten Sicherheitsmerkmalen gehören außerdem Seriennummern, im Inneren sichtbare Zeichen oder auf UV-Licht reagierende Beschichtungen.

## Formen
Das wichtigste Unterscheidungskriterium von Würfeln ist die Anzahl ihrer Seiten und damit der Zahlenbereich, aus dem sie Zahlen generieren können. Gemäß der bei Rollenspielern üblichen Terminologie werden im Folgenden die Würfel entsprechend der Anzahl n ihrer Seiten als Wn bezeichnet, der normale sechsseitige Würfel also als W6. Verbreitet ist die Bezeichnung dn von englisch dice. Die Spalte Ideal gibt an, ob bei einem perfekt gefertigten Vertreter einer Form alle Ergebnisse mit der gleichen Wahrscheinlichkeit einträten (siehe oben).

### Die Standard-Würfel
Die folgenden sechs Würfel haben sich unter dem Einfluss von Dungeons & Dragons als Standard-Sortiment unter Rollenspielern herausgebildet und sind dadurch die mit Abstand meistverbreiteten Würfeltypen. Es sind die fünf platonischen Körper und ein Trapezoeder. Alle sechs sind aufgrund ihrer symmetrischen Form ideal.
| Typ |  |  | Form                     | Ideal | Weitere Informationen |
| --- |  |  | ------------------------ | ----- | --- |
| W4  |  |  | Tetraeder                | Ja    | Platonischer Körper aus vier gleichseitigen Dreiecken. Beim W4 bleibt stets eine Spitze oben liegen, so dass das normale Ableseverfahren nicht umsetzbar ist. Es existieren zwei Varianten des W4: Bei beiden stehen auf jeder Fläche drei Zahlen, die so angeordnet sind, dass der Würfel aus jedem Blickwinkel das gleiche Ergebnis zeigt. Diese befinden sich entweder an den Kanten oder den Ecken. Bei der Kantenvariante zählt als Würfelergebnis die an den Kanten mit Bodenkontakt angezeigte Zahl, bei der Eckenvariante die Zahl an der obenliegenden Ecke. Da der W4 sehr schlecht rollt, wird er gewöhnlich hochgeworfen wie bei einem Münzwurf. |
| W6  |  |  | Hexaeder                 | Ja    | Platonischer Körper aus sechs Quadraten. Der W6 ist der in nahezu allen Alltagsspielen vorkommende Würfeltyp und wird somit oft als der Spielwürfel betrachtet. Die Summe der Zahlen auf je zwei gegenüberliegenden Seiten ist in Standardbeschriftung stets 7. Modifikationen davon haben nach außen oder innen gekrümmte Kanten. |
| W8  |  |  | Oktaeder                 | Ja    | Platonischer Körper aus acht gleichseitigen Dreiecken. In Standardbeschriftung ist die Summe der Zahlen auf je zwei gegenüberliegenden Seiten 9. |
| W10 |  |  | pentagonales Trapezoeder | Ja    | Körper aus zehn Drachenvierecken (als einziger der gängigen Würfel kein platonischer Körper). Üblicherweise wird er mit den Zahlen 0–9 beschriftet, wobei die 0 oft als 10 gewertet wird. Ohne diese Umwertung ist die Summe der Zahlen auf je zwei gegenüberliegenden Seiten 9. Es gibt selten Versionen mit den Zahlen 1–10, in dem Fall ergeben die Zahlen auf je zwei gegenüberliegenden Seiten die Summe 11. Mit anderer Beschriftung wird dieser Würfel als Zehnerstellenwürfel beim W100 genutzt (s. u.). |
| W12 |  |  | Dodekaeder               | Ja    | Platonischer Körper aus zwölf regelmäßigen Fünfecken. In Standardbeschriftung ist die Summe der Zahlen auf je zwei gegenüberliegenden Seiten 13. |
| W20 |  |  | Ikosaeder                | Ja    | Platonischer Körper aus 20 gleichseitigen Dreiecken. In Standardbeschriftung ist die Summe der Zahlen auf je zwei gegenüberliegenden Seiten 21. Durch die doppelte Vergabe der Zahlen 0–9 entsteht ein „platonischer W10“. |

### Sonstige Polyeder
Diese Würfel haben die Form eines stark symmetrischen, aber nicht platonischen Polyeders. Catalanische oder archimedische Körper eignen sich hierfür besonders gut, wobei die Catalanischen Körper aufgrund der Uniformität ihrer Flächen im Unterschied zu den Archimedischen Körpern als ideal gelten.
| Typ  |        |  | Form                       | Ideal | Hersteller                   | Weitere Informationen |
| ---- | ------ |  | -------------------------- | ----- | ---------------------------- | --- |
| W12  |        |  | Rhombendodekaeder          | Ja    |                              | Catalanischer Körper aus 12 kongruenten Rhomben (Rauten) |
| W14  |        |  | Kuboktaeder                | Nein  |                              | Archimedischer Körper aus 6 Quadraten und 8 gleichseitigen Dreiecken |
| W24  |        |  | Tetrakishexaeder           | Ja    | Chessex, GameScience, Koplow | Catalanischer Körper aus 24 gleichschenkligen Dreiecken. Man kann sich das Gebilde als Kubus mit auf allen Seiten aufgepfropften vierseitigen Pyramiden vorstellen. In Standardbeschriftung ist die Summe der Zahlen auf je zwei gegenüberliegenden Seiten 25. |
| W24  |        |  | Deltoidalikositetraeder    | Ja    |                              | Catalanischer Körper aus 24 kongruenten Deltoiden (Drachenvierecken) |
| W26  |        |  | Kleines Rhombenkuboktaeder | Nein  |                              | Archimedischer Körper aus 8 gleichseitigen Dreiecken und 18 Quadraten |
| W26  |        |  | Großes Rhombenkuboktaeder  | Nein  |                              | Archimedischer Körper aus 12 Quadraten, 8 regelmäßigen Sechsecken und 6 regelmäßigen Achtecken |
| W30  |        |  | Rhombentriakontaeder       | Ja    | GameScience, Koplow          | Catalanischer Körper aus 30 kongruenten Rhomben. In Standardbeschriftung ist die Summe der Zahlen auf je zwei gegenüberliegenden Seiten 31. |
| W32  |        |  | Ikosidodekaeder            | Nein  |                              | Archimedischer Körper aus 12 regelmäßigen Fünfecken und 20 gleichseitigen Dreiecken |
| W32  |        |  | Ikosaederstumpf            | Nein  |                              | Archimedischer Körper aus 12 regelmäßigen Fünfecken und 20 regelmäßigen Sechsecken („Fußballkörper“) |
| W48  |        |  | Hexakisoktaeder            | Ja    |                              | Catalanischer Körper aus 48 kongruenten Dreiecken |
| W120 | [ 24 ] |  | Disdyakistriakontaeder     | Ja    | The Dice Lab                 | Catalanischer Körper aus 120 kongruenten Dreiecken |

### Prismen
Prismen- oder Säulenwürfel bestehen aus zwei Grundflächen und einer beliebigen, meist relativ kleinen ungeraden Anzahl von Seitenflächen. Fällt ein Prismawürfel ungerader Flächenanzahl auf eine seiner Seitenflächen, so weist eine Kante nach oben. Deshalb werden hier die Werte mit über die Seitenkanten verlaufenden, farbig abgegrenzten Punkten angezeigt. Alternativ erfolgt die Beschriftung wie bei einem herkömmlichen W4, da in den möglichen Ruhepositionen keine der Seitenflächen oben liegt.
Prismawürfel mit mehr als zwei Flächen sind nur schwer als ideale Würfel herstellbar, da die korrekten Verhältnisse von Seiten- und Grundflächen für eine ausgeglichene Wahrscheinlichkeitsverteilung schwer zu berechnen sind. Gamescience sind aber zumindest angeblich ideale W5 und W7 gelungen – gemeinhin werden derartige Formen aber als nicht ideal angesehen.
| Typ |  |  | Form               | Ideal | Hersteller                          | Weitere Informationen |
| --- |  |  | ------------------ | ----- | ----------------------------------- | --- |
| W2  |  |  | Zylinder (Scheibe) | (Ja)  |                                     | Ein W2 ist meist kein eigentlicher Würfel, sondern eine simple Münze, die gemäß dem üblichen Benennungsschema scherzhaft so genannt wird. Neben Alltagssituationen sind 50-50-Zufallsentscheidungen in vielen Spielen erforderlich, sodass manche Würfelhersteller zur Vervollständigung ihres Sortimentes speziell beschriftete Scheiben produzieren. Der Rand des W2 stellt die einzige Seitenfläche dar und wird aufgrund seiner äußerst geringen Trefferwahrscheinlichkeit im Normalfall vernachlässigt. |
| W3  |  |  | Dreiecksprisma     | (Ja)  | Diverse (für spezielle Brettspiele) | Diese Form eines W3 verfügt über zwei unbeschriftete Deckflächen mit einer nicht verschwindenden Landewahrscheinlichkeit. Wird bei einem solchen Ergebnis der Wurf wiederholt, ist der Würfel hinsichtlich der Endergebnisse noch ideal. Eine Walzenform (s. u.) umgeht diese Schwäche. |
| W5  |  |  | Dreiecksprisma     | Nein  | GameScience                         | Ein W5 ist eine Dreieckssäule, deren Deckflächen mit 1 und 5 beschriftet sind. Die Werte 2–4 sind auf die Seitenflächen verteilt und an den schmalen Kanten markiert. Der bekannte W5 von Gamescience ist genaugenommen kein echter Prismenwürfel, der Übergang von Seiten- zu Deckflächen wurde für besseres Verhalten abgeschrägt. |
| W7  |  |  | Fünfecksprisma     | Nein  | GameScience                         | Der W7 ist eine Fünfeckssäule, deren Deckflächen mit 6 und 7 beschriftet sind. Die Werte 1–5 sind auf die Seitenflächen verteilt und an den Kanten markiert. |
| W9  |  |  | Siebenecksprisma   | Nein  | GameScience                         | Der W9 ist eine Siebeneckssäule, deren Deckflächen mit 1 und 9 beschriftet sind. Die Werte 2–8 sind auf die Seitenflächen verteilt und an den Kanten markiert. Da derartige Würfel selten sind, wird als Abhilfe üblicherweise ein W10 verwendet; bei einem 0-Wurf wird erneut geworfen. |

### Walzen
Für Walzenwürfel gibt es zwei verschiedene, aber ähnliche Konstruktionsweisen: Zum einen können n-seitige Prismen verwendet werden, denen an den Deckflächen n-seitige Pyramiden aufgesetzt werden. Die andere Möglichkeit sind Antiprismen mit wechselseitig versetzten Dreiecken als Seitenflächen und {\displaystyle {\frac {n}{2}}}-seitigen Pyramiden auf den Deckflächen. In beiden Fällen sorgen die Pyramiden dafür, dass weder die Deckflächen noch die Pyramidenflächen mögliche Landeflächen sind, sondern nur die Seitenflächen. Das Prisma-Prinzip ermöglicht jede Seitenanzahl {\displaystyle \geq 3}, wird aber eher selten verwendet. Bei ungerader Zahl der Seitenflächen tritt das Problem auf, dass es nach einem Wurf keine obenliegende Seite gibt, was aber durch Kantenbeschriftung gelöst werden kann. Die Antiprisma-Variante ist die verbreitetere Form der Walzenwürfel, obwohl hier ausschließlich gerade Seitenanzahlen {\displaystyle \geq 4} möglich sind. Mit vier Seiten ergibt sich ein Tetraeder, und die Deckflächen degenerieren zu Linien, so dass die aufgesetzten Pyramiden entfallen.
| Typ |  |  | Form                                           | Ideal | Hersteller    | Weitere Informationen |
| --- |  |  | ---------------------------------------------- | ----- | ------------- | --- |
| W3  |  |  | Dreiecksprisma mit aufgesetzten Pyramiden      | Ja    | Crystal Caste | In dieser Form gut möglich, aber kaum anzutreffen. |
| W4  |  |  | Quadratprisma mit aufgesetzten Pyramiden       | Ja    | Diverse       | |
| W4  |  |  | Disphenoid                                     | Ja    |               | Dieser W4 stellt eine Sonderform der Antiprisma-Walzen-Konstruktion dar: er besteht zwar aus Dreiecken, die um jeweils 180° versetzt angeordnet sind, besitzt aber statt der aufgesetzten Pyramiden lediglich zwei Kanten. |
| W6  |  |  | Dreiecksantiprisma mit aufgesetzten Pyramiden  | Ja    | Diverse       | |
| W7  |  |  | Abgerundetes Siebenecksprisma                  | Ja    |               | In der abgebildeten Form Abrundungen statt Pyramiden, dies ist allgemein eine Alternative. |
| W8  |  |  | Quadratantiprisma mit aufgesetzten Pyramiden   | Ja    | Diverse       | |
| W10 |  |  | Fünfecksantiprisma mit aufgesetzten Pyramiden  | Ja    | Diverse       | Die Anordnung der Flächen entspricht dem Ikosaeder (W20), allerdings ist der Mittelteil gestreckt. |
| W12 |  |  | Sechsecksantiprisma mit aufgesetzten Pyramiden | Ja    | Diverse       | |
| W12 |  |  | Zwölfecksprisma mit aufgesetzter Pyramide      | Ja    |               | Diesem Modell ist nur an einer Seite eine Pyramide aufgesetzt, sodass es eher gekreiselt als gewürfelt werden muss. |
| W20 |  |  | Zehnecksantiprisma mit aufgesetzten Pyramiden  | Ja    | Diverse       | |

### Spindeln
Es gibt zwei Klassen von geometrischen Körpern, die optisch Spindeln oder Kreiseln ähneln. Dies sind zum einen die Bipyramiden, die aus zwei mit der Grundfläche zusammengeklebten Pyramiden bestehen, sodass am „Äquator“ jeweils zwei Flächen aufeinandertreffen. Soll die Beschriftung auf den Flächen erfolgen, muss jede der beiden Pyramiden eine gerade Seitenzahl haben, damit eine Fläche oben liegen kann. Damit sind nur Würfel mit 4n Seiten möglich, anders ausgedrückt: jeder Halbkörper muss eine geradzahlige Flächenzahl haben, da sonst eine Kante oben liegen würde. Die andere Sorte sind Trapezoeder, die aus Drachenvierecken bestehen. Diese sind so angeordnet, dass am „Äquator“ jeweils Fläche und Kante aufeinanderstoßen, dieser erhält dadurch einen Zickzack-Verlauf. Für Flächenbeschriftung sind hier – aus demselben Grund wie oben – nur Seitenzahlen 4n+2 möglich.
Durch Kantenbeschriftung sind die jeweils anderen Seitenzahlen möglich, also Bipyramiden mit 2n Seiten, n ungerade, und Trapezoeder mit 2n Seiten, n gerade. In der Praxis werden jedoch nur die Flächenbeschriftungen verwendet. Die Hälften beider Formen wirken bei hohen Seitenzahlen wie angeschnittene Kegel. Neben den unten aufgeführten exotischeren Würfeln gehören auch zwei der Standardwürfel zu dieser Klasse: der W8 ist eine Bipyramide, der W10 ein Trapezoeder. Auch der W6 kann als Trapezoeder aufgefasst werden.
| Typ |  | Form                    | Ideal | Hersteller                         | Weitere Informationen |
| --- |  | ----------------------- | ----- | ---------------------------------- | --- |
| W14 |  | 14-seitiges Trapezoeder | Ja    | Chessex, GameScience, The Dice Lab | In dieser Version zusätzlich zweimal mit den Wochentagen beschriftet.                                                                     |
| W16 |  | 16-seitige Bipyramide   | Ja    | Chessex, GameScience               | |
| W34 |  | 34-seitiges Trapezoeder | Ja    | Chessex                            | Der W34 wird als Danish Lottery Die vermarktet und soll tatsächlich in der dänischen Lotterie als Zufallsgenerator verwendet worden sein. |
| W48 |  | 48-seitige Bipyramide   | Ja    |                                    | |
| W50 |  | 50-seitiges Trapezoeder | Ja    | GameScience                        | |

### Kugeln
Kugelwürfel sind eine sehr ungewöhnliche Konstruktionsweise. Gerade deshalb gilt einer von ihnen, der Zocchihedron-W100, als eine Art Krönung der Rollenspiel- oder (allgemein) exotischen Würfel.
| Typ  |  |  | Form  | Ideal | Hersteller  | Weitere Informationen |
| ---- |  |  | ----- | ----- | ----------- | --- |
| W6   |  |  | Kugel | Ja    | Diverse     | Im Inneren befindet sich ein Hohlraum mit Hexaeder-förmigen Skelett und einer Kugel, die in einer der sechs Mulden zum Liegen kommt. Die Kugel hat damit sechs stabile Zustände. Dieser W6 ist ebenso ideal wie ein normaler Kubus. Je nach Produktionsqualität kann es bei dieser Form zu sehr langen Rolldauern kommen. |
| W32  |  |  | Kugel | Nein  |             | Eine Kugel mit 32 Vertiefungen. |
| W50  |  |  | Kugel | Nein  |             | Eine Kugel mit 50 Vertiefungen. |
| W100 |  |  | Kugel | Nein  | GameScience | Wird nach ihrem Erfinder Lou Zocchi auch Zocchihedron genannt. Es handelt sich um eine Doppelkugel. Die äußere Kugel hat 100 Vertiefungen für unterscheidbare Ruhelagen, auf der inneren sind die Werte aufgedruckt und sie enthält Kunststoffschrot für kürzere Rollzeiten.                                              |

### Sonstige
Neben diesen Familien gibt es einige noch exotischere Modelle, dazu gehören polyederförmige, aber weniger reguläre Körper sowie völlig vereinzelte Konstruktionsprinzipien.
| Typ |  | Form                                             | Ideal | Hersteller  | Weitere Informationen |
| --- |  | ------------------------------------------------ | ----- | ----------- | --- |
| W3  |  | Ellipsoid mit drei eingewölbten Flächen          | Ja    | GameScience | Neben den Zahlen 1–3 mit R, P, S für Rock, Paper, Scissors (englisch für Stein, Papier, Schere) beschriftet.                                                                                           |
| W5  |  | unregelmäßig geformter Körper mit Auflageflächen | nein  |             | Totenkopfform mit 1–5 Löchern |
| W6  |  | Rhomboeder (Parallelepiped)                      | Ja    |             | Wegen des seltsamen Rollverhaltens als Witz-Würfel verkauft. |
| W6  |  | In Kubusform eingepasster Mensch                 | Nein  |             | Beispiel für eine Vielzahl von Varianten, bei der eine Figur näherungsweise in W6-Form eingepasst wurde.                                                                                               |
| W10 |  | Irreguläres Polyeder                             | Nein  |             | Körper aus 2 Quadraten und 8 Trapezen, entspricht einem an 2 gegenüber liegenden Ecken abgeschnittenen Oktaeder.                                                                                       |
| W14 |  | Irreguläres Polyeder                             | Nein  |             | Körper aus 2 regelmäßigen Sechsecken und 12 unregelmäßigen Fünfecken. |
| W18 |  | Irreguläres Polyeder                             | Nein  | GameScience | Körper aus 6 Vier- und 12 Sechsecken. |
| W20 |  | Irreguläres Polyeder                             | Nein  | GameScience | Körper aus 12 Fünfecken, 6 Rhomben und 2 Sechsecken. |
| W26 |  | Irreguläres Polyeder                             | Nein  | GameScience | Körper aus 2 regelmäßigen Achtecken, 8 Rechtecken und 16 Trapezen. |
| W?  |  | Schwein                                          | Nein  | MB-Spiele   | Ein Gummischwein, das im Spiel Schweinerei als Würfel benutzt wird. Durch mehrere mögliche Schräglagen ein hochgradig nichtidealer, aber durchaus den hier verwendeten Definitionen genügender Würfel. |
| W1  |  | Gömböc                                           | Ja    |             | Eine Extremform des Würfels stellt der Gömböc dar. Es ist ein Körper mit nur einer stabilen Gleichgewichtslage.                                                                                        |

## Beschriftung

### Zahlen und Augen

Würfel sind chiral, die Anordnung der Ziffern ist spiegelbildlich. Das oben abgebildete Netz mit dem zugehörigen Würfel wird fast ausschließlich benutzt. Die Anordnung der Ziffern im unterhalb der – grün markierten – Spiegelebene abgebildeten Netz ist zum obigen Netz chiral, die Würfel sind ebenfalls chiral. Der obere Würfel ist linkswendig, der untere ist rechtswendig, die Wendigkeit (im Beispiel wird von vier über fünf nach sechs gezählt) ist blau markiert. Die beiden Würfel lassen sich nicht zur Deckung bringen.

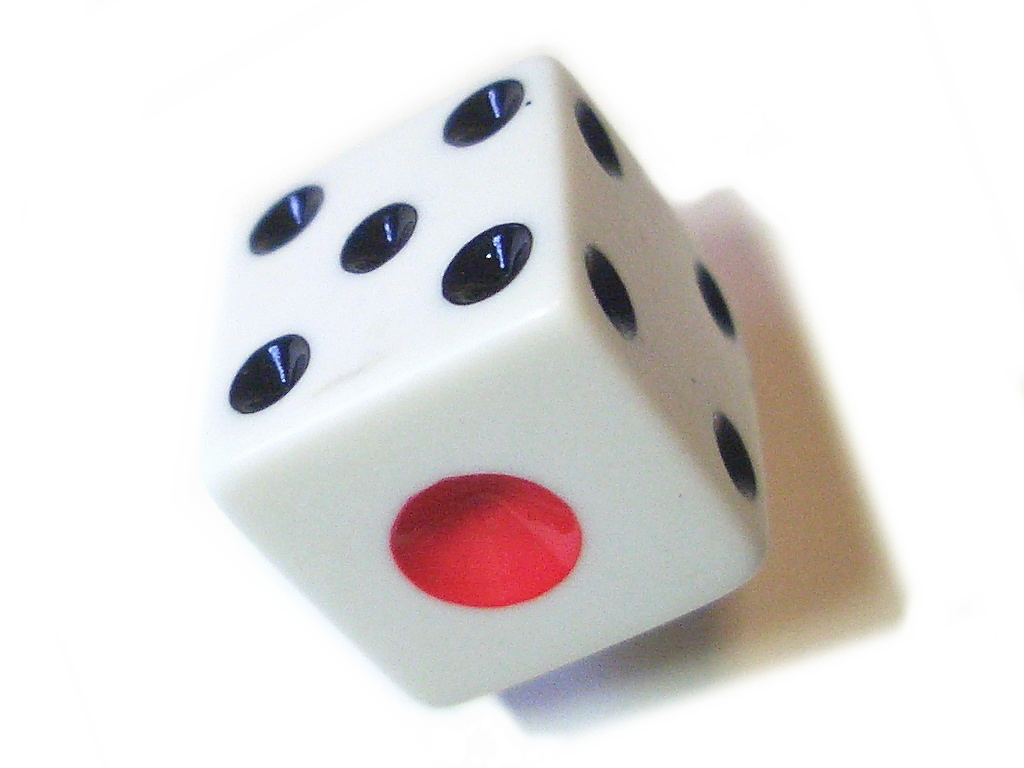
Japanischer W6

Üblicherweise werden Spielwürfel mit Zahlen beschriftet, da diese das meistens gewollte Zufallsergebnis sind und bei Verwendung mehrerer Würfel Addition und andere Weiterverarbeitung ermöglichen. Statt arabischer Ziffern werden teils, besonders beim W6, runde Markierungen, die Augen, verwendet, die völlig äquivalent zu den Ziffern betrachtet werden können.
Bei den meisten Würfeln, deren Konstruktionsprinzip eindeutige gegenüberliegende Seiten beinhaltet, ist es üblich, die Zahlen so anzuordnen, dass sich je zwei entgegengesetzte Seiten eines n-seitigen Würfels zu {\displaystyle n+1} addieren. Jedoch gibt es Ausnahmen von dieser Regel. Und auch, wenn sie eingehalten wird, ist dadurch die genaue Anordnung der Zahlen noch nicht eindeutig festgelegt, da es meist mehrere Beschriftungen gibt, die diese Regel erfüllen. Für den W6 sind zum Beispiel zwei Orientierungen möglich, die auch beide schon seit der Antike verwendet werden. Diese beiden Orientierungen der Ziffern im Würfel sind spiegelbildlich (wie die Chiralität in der Chemie und ebenso in der Mathematik). Die Ziffern 6 und 9 sind bis auf Drehung identisch. Bei Würfeln, deren Zahlenbereich beide Ziffern verwendet, wird zur einfacheren Unterscheidung meist ein Merkmal hinzugefügt. Üblich sind ein Punkt an der Seite, die als unten zu lesen ist, oder ein Unterstreichen dieser.
In China und teils in Japan werden die Standard-Augen-W6 etwas anders bemalt als in Europa. Typisch sind ein besonders großes, rotes Auge für die Eins, eine rote Vier und Anordnung der zwei Augen der Zwei nebeneinander statt diagonal.
Da man bei Sammelkartenspielen wie Magic: The Gathering vor allem W20-Würfel als Zählwürfel einsetzt, werden bei diesen zuweilen aufeinanderfolgende Zahlen benachbart angeordnet, was ein einfaches Herabzählen ermöglicht. Diese Zählwürfel werden auch als „Spindown“-Würfel bezeichnet, sie können allerdings trotzdem zum Würfeln genutzt werden.

### Andere Aufdrucke

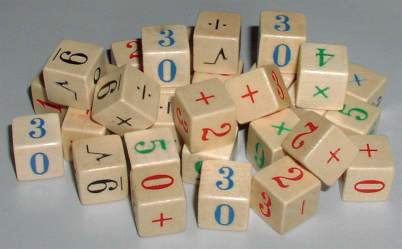
Mathematikwürfel

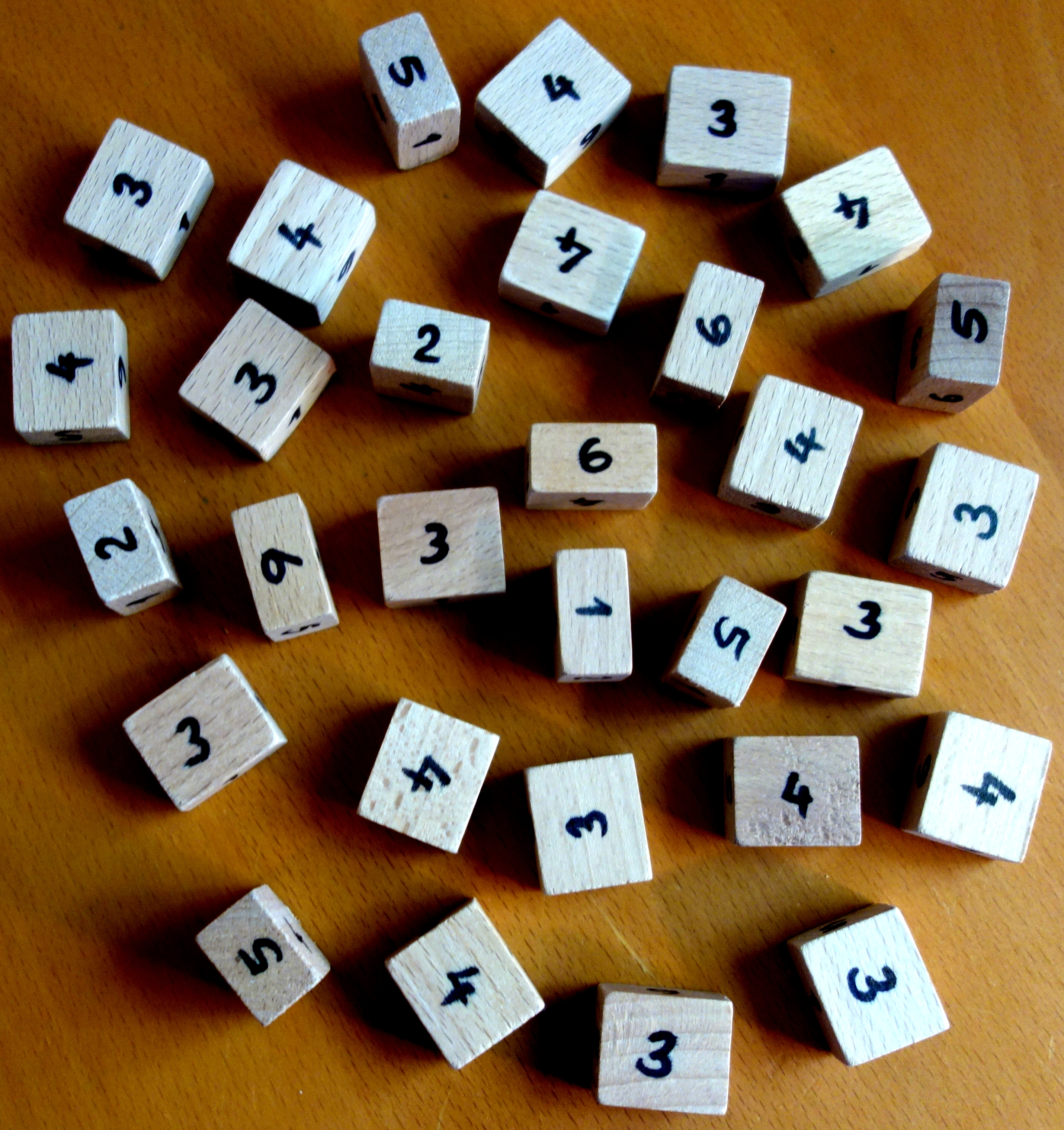
Riemer-Quader

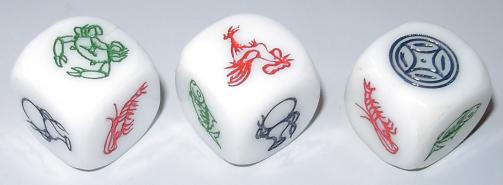
Würfel mit Symbolen

Ein vielfältiges Feld sind Würfel mit alternativen Beschriftungen. Halbierte Würfel werden verwendet, um unübliche Seitenzahlen mit verbreiteteren Formen zu simulieren, beispielsweise ein W2, der dadurch erzeugt wird, dass ein W4 mit zwei Einsen und zwei Zweien beschriftet ist. Zehnerstellenwürfel sind Varianten des W10, die statt mit 0–9 mit 00–90, 000–900 oder 0000–9000 oder auch Nachkommastellen (gemäß englischer Notation mit Punkt statt Komma) wie .0–.9, .00–.09 und .000–.009 beschriftet sind. Diese werden in Kombination gewürfelt und die Ergebnisse addiert, sodass man Wurfergebnisse mit mehreren Zehnerstellen erhält. Verbreitet ist vor allem die Verwendung eines W10 mit 00–90 und eines mit 0–9 als simulierter W100 (auch W% genannt) oder eines W10 mit 00–90 und eines mit 1–10, bei dem beide Zahlen addiert werden. Dies kann durch zwei verschiedenfarbige W10 mit 0–9, bei denen beispielsweise der rote die Zehnerstelle darstellt, erreicht werden. Zusammengefasste Würfel sind Oktaeder, die die Summe mehrerer Münzwürfe (normalerweise mit 0 und 1) zusammenfassen: Der „W2“ ist je viermal mit der 0 und der 1 beschriftet. Der „2W2“ trägt entsprechend der Wahrscheinlichkeit je zweimal die 0 und 2 und viermal die 1. Der „3W2“ hat je einmal die 0 und 3 und je dreimal die 1 und 2. Theoretisch wären größere Würfel (1×0, 4×1, 6×2, 4×3, 1×4 etc.) möglich, doch die Zahl der notwendigen Flächen wäre 2n und würde schnell sehr groß werden.
Für manche Spiele werden Würfel mit Symbolen, die nicht für Zahlen stehen, verwendet. In der überwiegenden Anzahl der Fälle sind dies W6. Beispiele sind Würfel für Würfel-Poker, Chuck-a-Luck-Varianten oder diverse moderne Brettspiele. Bei Rollenspielen sind Würfel mit Trefferzonen verbreitet. Statt Symbolen werden teils einfach Farben verwendet. Auch Kombinationen von Zahlen- und Symbolwürfel existieren, bei denen etwa nur eine Zahl für Werbezwecke durch ein Firmenlogo oder in einem Spiel durch ein Symbol eines besonders wichtigen Ereignisses ersetzt ist.
Da es in der menschlichen Kultur viele genau abgezählte Kategorien gibt, bietet es sich an, diese mit passenden Würfeln abzudecken. So existieren W4 mit den vier Grundrechenarten, W8 mit den acht Himmelsrichtungen, W12 mit den Kalendermonaten und ähnliche Produkte.

## Wahrscheinlichkeitsrechnung

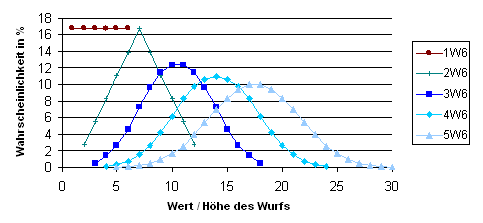
Wahrscheinlichkeitsverteilung der Augensumme von 1 bis 5 W6 Würfeln

Als Alltagsgegenstände und leicht zu überblickende Systeme sind Würfel beliebte Beispiele in der Wahrscheinlichkeitsrechnung. Umgekehrt liefert die Wahrscheinlichkeitstheorie wichtige Erkenntnisse für den Einsatz von Würfeln in Spielen.
Der Wurf eines einzelnen idealen Würfels, gleich welcher Seitenzahl n, ist das klassische Beispiel für eine Gleichverteilung: Jedes der möglichen Ergebnisse hat exakt die gleiche Wahrscheinlichkeit; bei langen Spielen ist also gemäß dem Gesetz der großen Zahlen zu erwarten, dass die Häufigkeiten der Zahlen ähnlich werden. Der Erwartungswert eines solchen Wurfes ist {\displaystyle {\frac {n+1}{2}}}, bei einem W6 also 3,5.
Beim in vielen Spielen verwendeten gleichzeitigen Wurf zweier gleicher Würfel mit Addieren des Ergebnisses nimmt das Wahrscheinlichkeitsdiagramm dagegen die Form eines Dreiecks an, ein Ergebnis ist umso häufiger, je näher es am Mittelwert des Ergebnisbereiches liegt. Nimmt man weitere Würfel hinzu, rundet sich die Kurve ab, die Verteilung nähert sich immer mehr einer Normalverteilung an. In der Abbildung werden die Wahrscheinlichkeiten für jede Augensumme in Prozent angegeben, wenn man einen bis fünf W6 wirft.
Darüber hinaus verwenden viele Spiele kompliziertere Würfelsysteme, zu denen sich ebenfalls Wahrscheinlichkeitsrechnungen anstellen lassen. Häufige Probleme sind die Wahrscheinlichkeiten für bestimmte Ergebnisklassen (etwa einen Pasch, also zwei gleiche Ergebnisse, beim Monopoly), das Über- oder Unterschreiten einer bestimmten Schranke durch das Gesamtergebnis (in vielen Rollenspielsystemen, genannt „Überwürfeln“ und „Unterwürfeln“) oder die Risikoabwägung zwischen verschiedenen Verteilungen (wenn man etwa in einem Rollenspiel die Wahl zwischen einer Waffe mit Schadenswurf gemäß 2W10 oder einer mit 1W20 hat).
Ein verblüffender, durch die Wahrscheinlichkeitsrechnung erklärbarer Zaubertrick ist die Würfelschlange.
Die Sicherman-Würfel sind ein Paar von Spielwürfeln, von denen einer mit 1, 2, 2, 3, 3, 4 und der andere mit 1, 3, 4, 5, 6, 8 beschriftet ist. Dies ist die einzige alternative Möglichkeit der Beschriftung mit positiven ganzen Zahlen, so dass jede mit diesem Paar gewürfelte Summe genauso häufig wie bei gewöhnlichen Spielwürfeln auftritt.
Statistisch interessant sind intransitive Würfel. Für jeden dieser unterschiedlich beschrifteten Würfel gibt es einen anderen, der langfristig gegen ihn gewinnt, das heißt, häufiger eine höhere als eine niedrigere Zahl zeigt.
In der Stochastikausbildung an allgemeinbildenden Schulen wie an der Universität werden neben den herkömmlichen Zufallsgeräten aus didaktischen Gründen Riemer-Würfel (Riemer-Quader) benutzt. Es handelt sich um bewusst gezinkte Objekte, um Zufallsgeneratoren zu besitzen, deren Wurfergebnisse nicht als gleich wahrscheinlich anzusehen sind. Dem gleichen Zweck dienen Klemmbausteine.

## Andere Zufallsgeneratoren

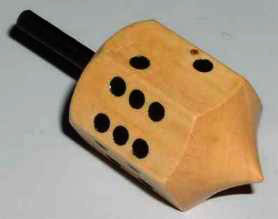
Ein sechsseitiger spinner

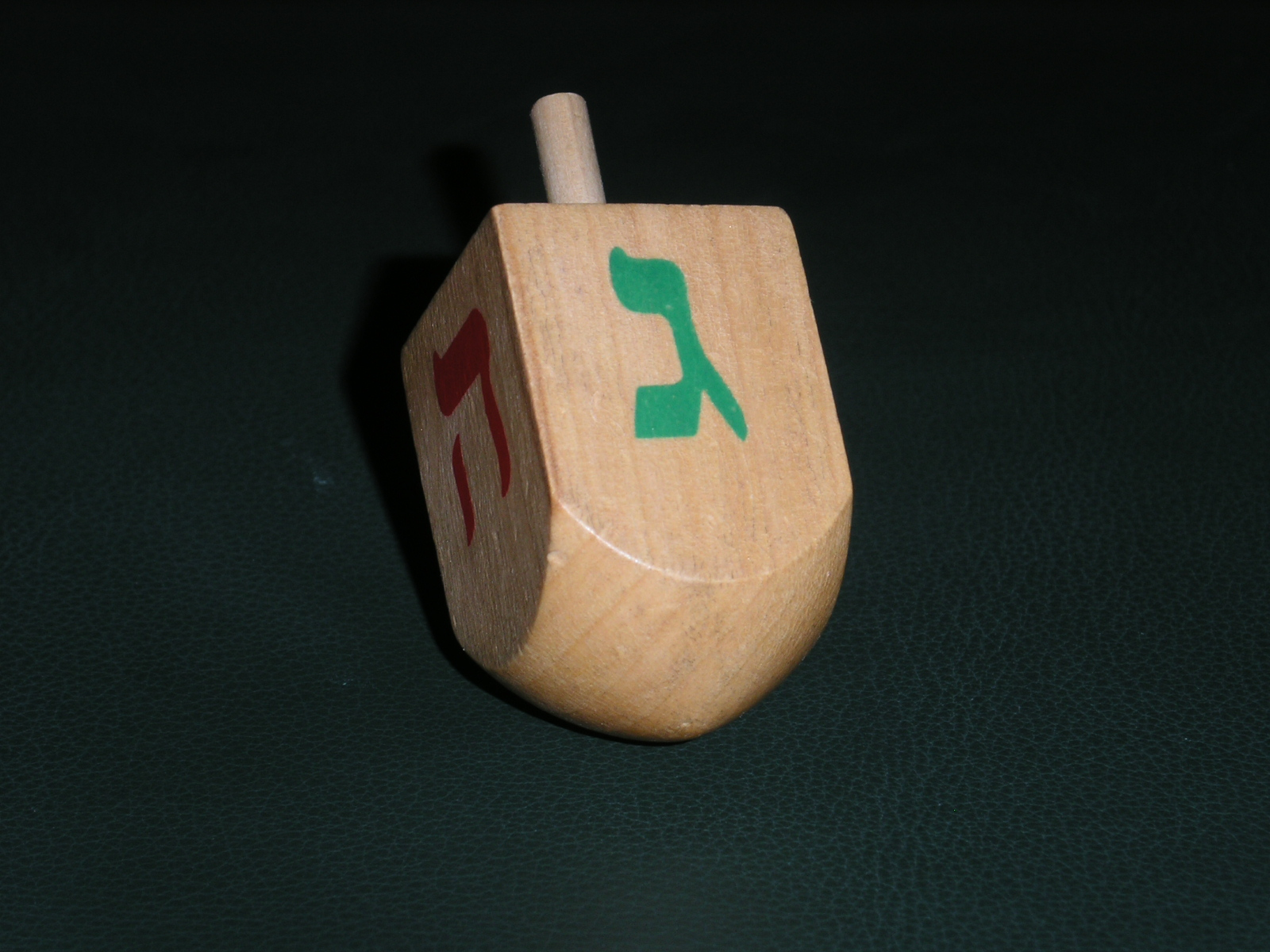
Ein Dreidel

Würfeln ist nicht das einzige Verfahren, das in Spielen zum Erzeugen von Zufallsergebnissen genutzt wird. Eng mit Würfeln verwandt sind die als spinner oder gambling tops bezeichneten Objekte. Sie bestehen aus einem würfelartigen Körper und einer zentralen Achse, an der sie angedreht werden können und sich wie ein Kreisel verhalten, bis sie zur Ruhe kommen und analog wie ein Würfel ein Ergebnis anzeigen. Beispiel hierzu sind der Dreidel und der Nimmgib.
Ein weiterer mechanischer Zufallsgenerator ist das Glücksrad, bei dem sich ein Rad mit Ergebnisbeschriftungen unter einem Zeiger dreht. Es ist möglich, die Zufallsentscheidung direkt von Menschen durchführen zu lassen, etwa durch das blinde Ziehen von Losen oder Spielkarten und das Spielen von Schere, Stein, Papier. Es können auch elektronische Zufallsgeneratoren verwendet werden.

## Zitate
- Alea iacta est. (Der Würfel ist geworfen.) – Julius Caesar
- Gott würfelt nicht. – Albert Einstein
- Gott würfelt nicht nur mit dem Universum, sondern wirft die Würfel manchmal so, dass wir sie nicht sehen können. – Stephen Hawking